# International Bioacoustic Council
International Bioacoustic Council (pl. Międzynarodowa Rada Bioakustyki), IBAC – międzynarodowa organizacja naukowa, której celem jest promowanie międzynarodowej współpracy naukowców we wszystkich polach działalności związanej z bioakustyką. Założona w 1969 roku.

## Historia
Pierwszą podobną inicjatywą było założenie International Committee for Bioacoustics (ICBA). Organizację założyli w 1956, w USA Hubert i Mable Frings, jednak z powodu kłopotów administracyjnych wkrótce zaczęła się ona chylić ku upadkowi. W lipcu 1967 Jean-Claude i Helen Roché założyli we Francji „Enregistrements et Etudes des Chants et Cris d’Oiseaux”, zwany Instytutem ECHO. Jego celem było nagrywanie oraz naukowa i muzykologiczna ich analiza, a także publikowanie pism w tym zakresie. W 1969 naukowa działalność ECHO, została wydzielona, tworząc International Bioacoustic Council, z siedzibą w laboratorium w duńskim Århus.

## Publikacje
Od 1971 do 1983 IBAC opublikowało 24 wydania czasopisma Biophon, zasponsorowanego przez Danish Rask-Ørsted Foundation. W 1988 utworzono czasopismo Bioacoustics, które miało wypełnić lukę po Biophonie. Obecnie jest ono regularnie wychodzącym, recenzowanym czasopismem naukowym, jednak wciąż publikowane są w nim informacje o IBAC. W międzyczasie, w 1996, wyszły jeszcze 2 wydania pisma Biophon.

## Zarząd
Obecnym prezydentem IBAC jest Patrick Sellar, prezesem Ole Næsbye Larsen, sekretarzem Cheryl Tipp, a w skład komitetu wchodzą także Thierry Aubin, Dinesh Bhatt, Maria Luisa da Silva, Peter Narins, Nicholas Mathevon oraz Roger Mundry. Dawni członkowie zarządu to: Poul Bondesen, Jefferey Boswall, Claude Chappuis, Nils Dahlbeck, Lorenz Ferdinand, Michael Fine, Matija Gogala, W.W.H. Gunn, Poul Hansen, E.D.H. Johnson, John Kirby, Gianni Pavan, Richard Ranft, Patrick Sellar, Robert C. Stein, Peter Tate, Dietmar Todt, Sten Wahlström, Carl Weismann oraz Hong Yan.